# Semenivka (oblast de Tchernihiv)
Pour la ville de Russie anciennement nommée Semionovka, voir Arseniev (ville).
Pour les articles homonymes, voir Semenivka.
Semenivka (en ukrainien : Семенівка) ou Semionovka (en russe : Семёновка) est une ville de l'oblast de Tchernihiv, en Ukraine, et le centre administratif du raïon de Semenivka. Sa population s'élevait à 5 600 habitants en 2023.

## Géographie
Semenivka est située à 117 km — 139 km par la route — au nord-est de Tchernihiv.

## Histoire
Semenivka est fondée en 1680 et a le statut de ville depuis 1958.
Semenivka est contrôlée par les forces armées russes, à la suite de la guerre russo-ukrainienne.
En avril 2022, les forces ukrainiennes reprennent le contrôle de Semenivka, après le retrait des troupes russes du nord de l'Ukraine.

## Population
Recensements (*) ou estimations de la population :
| 1923*  | 1926*  | 1939* | 1959*  | 1970*  | 1979*  |
| ------ | ------ | ----- | ------ | ------ | ------ |
| 16 347 | 16 934 | 7 465 | 10 287 | 10 253 | 10 281 |

| 1989*  | 2001* | 2011  | 2012  | 2013  | 2014  |
| ------ | ----- | ----- | ----- | ----- | ----- |
| 10 508 | 9 656 | 8 450 | 8 507 | 8 476 | 8 486 |

| 2022  | - | - | - | - | - |
| ----- | - | - | - | - | - |
| 7 792 | - | - | - | - | - |

## Personnalités liées à la ville
Personnalités nées à Semenivka :
- Lev Kerbel (1917-2003), sculpteur soviétique ;
- Vitaly Primakov (1897-1937), officier de l'Armée rouge.